# Xysticus brevidentatus
Xysticus brevidentatus är en spindelart som beskrevs av Jörg Wunderlich 1995. Xysticus brevidentatus ingår i släktet Xysticus och familjen krabbspindlar. Inga underarter finns listade i Catalogue of Life.